# La Virgen con el Niño, Santa Dorotea y San Jorge
Virgen con el Niño, Santa Dorotea y San Jorge es un cuadro de Tiziano pintado al óleo sobre lienzo con unas dimensiones de 86 x 130 cm. Está datado alrededor de 1516 y se conserva en el Museo del Prado de Madrid.

## Historia
Se trata del primer cuadro de Tiziano que adquiere Felipe II, quien acabará por convertirse en uno de los clientes principales del pintor. El cuadro fue enviado al monasterio de El Escorial en 1593 donde permanecería hasta 1839, en que pasó a formar parte de las colecciones del Museo del Prado.
La obra forma parte de una serie de pinturas  realizadas entre 1510 y 1520, de desarrollo predominantemente horizontal y que representan a la Virgen con el Niño y a diversos santos en Sacra conversazione. Estas obras eran destinadas principalmente a la devoción privada.
La autoría de la obra era indiscutible en el siglo XVI, pero ha sido puesta en duda por una parte de la crítica moderna. Hoy las dudas parecen superadas y la datación de la tela se fija en la misma época en que Tiziano pintó su célebre Asunción de la Virgen (conservado en la Basílica de Santa María dei Frari, en Venecia), por compartir ambas el mismo sentido del color y la misma majestuosa fluidez en la composición. Además, en la representación de santa Dorotea, se reconoce a la misma mujer de cabello largo y rizado que aparece en numerosas obras de aquellos años (como la Vanidad, Amor sacro y amor profano o Flora), a quien algunos señalan como amante de Tiziano.

## Descripción
Un verde cortinaje medio abierto y un luminoso cielo azul hace de fondo a unos personajes representados de cintura para arriba. A la derecha, la Virgen muestra el niño a Santa Dorotea, quien sujeta una cesta de flores de donde Jesús coge una rosa roja, prefiguración de la Pasión. Las flores de las santa hacen alusión al milagro realizado durante su martirio, cuando hizo llegar una cesta de frutas y flores frescas al verdugo que iba a ajusticiarla y que se había mofado de ella. A la izquierda San Jorge, con brillante armadura y su símbolo habitual, la lanza, contempla la escena. Algunos estudiosos mantienen que el rostro del santo es un autorretrato de Tiziano.
Extremadamente libre es la disposición de los protagonistas, muestra de toda una variedad de actitudes y expresiones que serán la base del manierismo temprano. En obras como esta se observa el alejamiento gradual por parte de Tiziano de la técnica tonal de Giorgione, cambiándola por unos colores de tonos más luminosos y brillantes.
Una copia de esta pintura con algunas pequeñas variaciones se conserva en Hampton Court, en Londres.